# قرخ‌بلاغ
قرخ‌بلاغ یکی از روستاهای استان آذربایجان شرقی است که در دهستان صائین بخش مرکزی شهرستان سرآب واقع شده‌است.
این روستا با توجه به اینکه در دامنه کوه سبلان قرار گرفته متأثر از آن دارای آب و هوای سرد و کوهستانی می‌باشد و حدود ۸۰ خانوار ساکن این روستا هستند و بسیاری از جمعیت آن در طول سه دهه اخیر به استان‌های دیگر به ویژه تهران مهاجرت نموده و در ایام تعطیلات تابستانی و … به جمعیت این روستا افزوده می‌شود و بیشتر افراد در این روستا به کشاورزی و دامداری مشغول هستند.
با توجه به قرار گرفتن در دامنه‌های زیبای سبلان دارای چشمه‌های آب زلال است که مصرف شرب روستائیان از همین آب است.